# Turkey (Texas)
Pour les articles homonymes, voir Turkey.
La ville de Turkey est située dans le comté de Hall, dans l’État du Texas, aux États-Unis. Lors du recensement de 2010, sa population s’élevait à 421 habitants.

## Personnalités liées à la ville
Bob Wills a grandi dans les environs de Turkey.

## Source
- (en) Cet article est partiellement ou en totalité issu de l’article de Wikipédia en anglais intitulé « Turkey, Texas » (voir la liste des auteurs).